# Moussadek
Moussadek (în arabă مصدق) este o comună din provincia Chlef, Algeria.
Populația comunei este de 6.380 de locuitori (2008).